# تاکاتسوکاسا نوبوهیسا
تاکاتسوکاسا نوبوهیسا (به ژاپنی: 鷹司 信尚 Takatsukasa Nobuhisa); ۱ ژانویهٔ ۱۵۹۰ – ۱ ژانویهٔ ۱۶۲۱) یک اشراف درباری کوگیو، پسر تاکاتسوکاسا نوبوفوسا، اهل شوگون‌سالاری توکوگاوا بود. کانپاکو از ۱۶۱۲ تا ۱۶۱۵. تاکاتسوکاسا نوریهیرا پسر او بود.